# アダム・ジャーン
アダム・ジャーン（Adam Jahn、1991年1月5日 - ）は、アメリカ合衆国出身のプロサッカー選手。ポジションはFW。

## 経歴
2013年MLSスーパードラフトの1巡目(全体15人目)でサンノゼ・アースクエイクスに指名された。3月3日、シーズン開幕戦のレアル・ソルトレイク戦で途中出場しプロデビュー。 3月10日のニューヨーク・レッドブルズ戦でプロ初ゴールを決めた。
2016年7月、金銭トレードでコロンバス・クルーに加入
2018年12月、フェニックス・ライジングFCに加入。
2020年1月、アトランタ・ユナイテッドFCに加入。